# Zygmunt Acedański
Zygmunt Acedański (ur. 23 marca 1909 w Przemyślu, zm. 16 listopada 1991 w Gliwicach) – polski artysta, grafik.

## Życiorys
Zajmował się grafiką warsztatową i projektową, a także malarstwem. Autor wielu projektów okładek książkowych. Studiował w Państwowej Szkole Technicznej we Lwowie. Podobnie jak wielu artystów tamtego okresu w latach 30. inspirowała go sztuka ludowa. Jako grafik tworzył głównie drzeworyty, z których najbardziej znane są widoki miejskie np. przedwojennego Lwowa i Krzemieńca, powojennych Gliwic i innych śląskich miast. Tworzył też linoryty np. Pomnik Powstańców Śląskich w Katowicach z lat 60. Dorobek artysty obejmuje też plakaty, polichromie, projekty witraży i kostiumów teatralnych.
Odznaczony Krzyżem Kawalerskim Orderu Odrodzenia Polski, Medalem 10-lecia Polski Ludowej, Medalem 10-lecia Polski Ludowej, Złotą Odznaką ZPAP i odznaką „Zasłużony dla województwa katowickiego”.
Żoną artysty była znana malarka pochodząca ze Lwowa, Irena Nowakowska-Acedańska. Córka Acedańskich, Zofia Sajdak (ur. 1944, zm. 1988) również była artystą grafikiem, absolwentką katowickiej Akademii Sztuk Pięknych.